# Fosforamidáty

Insekticid fosthietan patří mezi fosforamidáty.

Fosforamidáty (také nazývané amidofosfáty) jsou sloučeniny fosforu strukturně podobné organofosfátům, od kterých se liší nahrazením jedné OR skupiny NR2 skupinou. Jedná se o deriváty fosforamidových kyselin, O=P(OH)(NR2)2 a O=P(OH)2(NR2).
Fosfordiamidát (diamidofosfát) je organofosfát, který má NR2 skupinami nahrazené dva hydroxyly, jeho vzorec je O=P(OH)(NH2)2. Nahrazením všech tří hydroxylů vzniknou triamidy kyseliny fosforečné (fosforamidy), (O=P(NR2)3).

## Výskyt
K fosforamidátům vyskytujícím se v přírodě patří mimo jiné kreatinfosfát.
Fosfordiamidát morfolino se používá v molekulární biologii.